# Agrilus baueri
Agrilus baueri é uma espécie de inseto coleóptero polífago pertencente a família dos buprestídeos. É um representante do gênero Agrilus, que apresenta a maior diversidade de espécies.
Foi descrito formalmente pela primeira vez em 1862 por C. von Heyden. Está extinto, sendo conhecido apenas por meio do registro fóssil.